# 12286 Poiseuille
12286 Poiseuille eller 1991 GY4 är en asteroid i huvudbältet som upptäcktes den 8 april 1991 av den belgiske astronomen Eric W. Elst vid La Silla-observatoriet. Den är uppkallad efter fransmannen Jean Léonard Marie Poiseuille.
Asteroiden har en diameter på ungefär 3 kilometer.